# Церква святого архангела Михаїла (Лагодів)
Церква Святого архангела Михаїла —  діюча греко-католицька п'ятикупольна дерев'яна церква в селі Лагодів, Перемишлянського району, Львівської області. В акті візитації місцевої церкви св. Михаїла від 7 квітня 1742 року зазначено, що вона збудована 10 років тому коштами священика та громади. Відноситься до Унівського деканату Стрийської єпархії УГКЦ.

## Історія

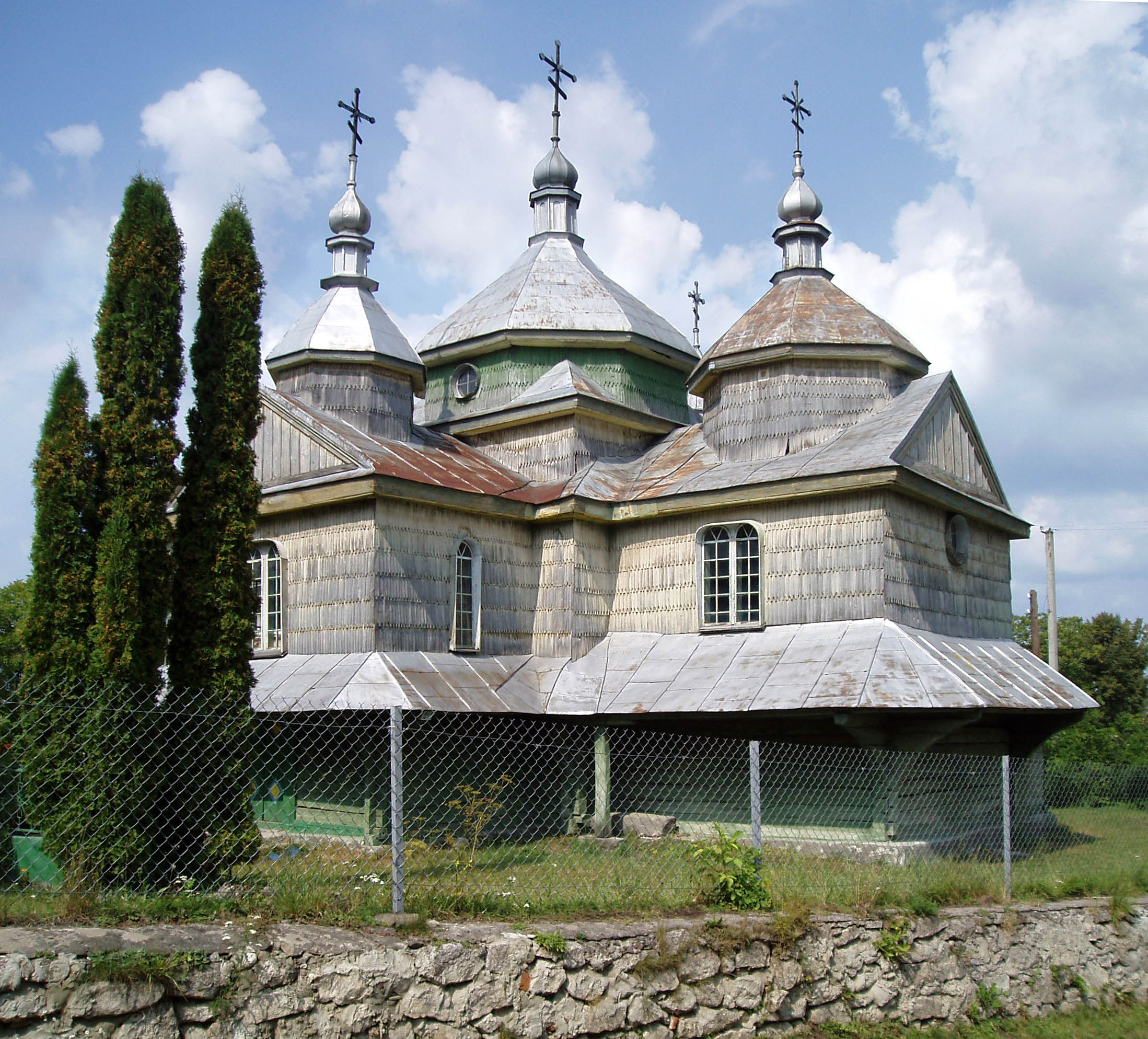

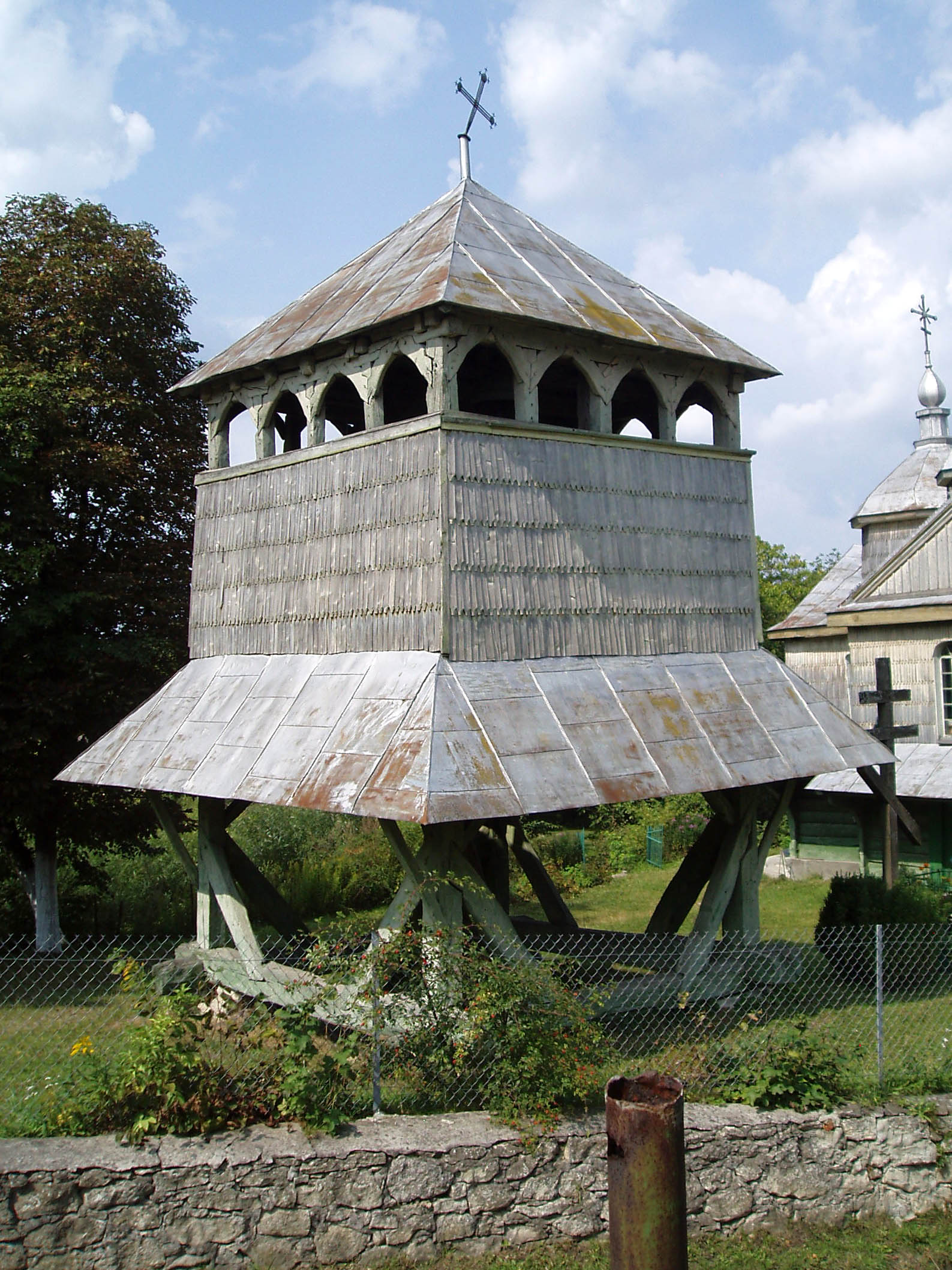
Дзвіниця

У 1803 році згідно опису церковного майна, повідомляли, що дерев'яна церква і дзвіниця перебували з запущеному стані. У нарисі М. Клемертовича зазначено, що в селі перед 1870 роком була церква з 1730 року, а біля неї дзвіниця, «що ледве опиралася вітрові». Нову дерев'яну церкву збудували на місці попередньої у 1872 році, хоча О. Пристай писав, що це сталося в сер. 1890-х рр. Її відразу покрили бляхою, при вході зробили хори на двох стовпах. У 1894 році на краєвій виставці у Львові був представлений старовинний дзвін з Лагодова вагою близько 90 кг, відлитий у 1621 році. Дзвіниця була збудована з дерева у 1854 році. Весною 1900 року в Лагодові було 2000 мешканців: 1451 греко-католик, 300 римо-католиків, решта — юдеї. Відомо, що в 1906 році до церкви була добудована захристія, у 1910 році північне крило нави, а в 1927 — південне, після чого храм отримав хрестоподібну форму.
У ході бойових дій влітку 1915 року з церкви була збита середня баня з хрестом, а російські вояки забрали з дзвіниці усі дзвони. Пізніше зруйновану баню відновили.

## Опис церкви
Дерев'яна церква стоїть біля вулиці, яка веде до джерела, що розташоване за сто метрів від храму. Хрестова у плані, п'ятиверха будівля, з прибудованою до північної стіни вівтаря ризницею. Оточена традиційним піддашшям, стіни під яким складаються з відкритого пофарбованого зрубу, а над піддашшям — покриті фарбованим гонтом. Одиночні та спарені вузькі арочні вікна схожі на бійниці. До церкви ведуть два входи — із заходу і півдня. На прицерковну територію також можна зайти через брами з двох сторін. На південь від святині розташована дерев'яна триярусна дзвіниця, нижній ярус якої відкритий. Сьогодні храм вимагає зовнішнього ремонту, особливо його дахи, хоча служби проводяться щонеділі.